# Ефремов, Сергей Викторович
Сергей Викторович Ефремов (позывной — Куби́нец; 5 августа 1973, Владивосток, СССР — 2 февраля 2025, Курская область, Россия) — российский военнослужащий, государственный и политический деятель. Участник российского вторжения в Украину с 2022 года. Герой Российской Федерации (2025, посмертно).

## Биография
Родился 5 августа 1973 года во Владивостоке. Окончил Уссурийское суворовское военное и Рязанское гвардейское высшее воздушно-десантное командное училище, также окончил РАНХиГС по специальности «Государственное и муниципальное управление».
Ефремов занимал пост руководителя краевого отделения ДОСААФ и был вице-мэром Уссурийска[когда?].
С 2022 года участвовал в российском вторжении на Украину, был командиром добровольческого отряда «Тигр», сформированного в Приморье на базе 155-й бригады морской пехоты Тихоокеанского флота.
28 февраля 2024 года был назначен вице-губернатором Приморского края. Курировал внутреннюю политику.
В августе 2024 года после начала операции Украины в Курской области во главе отряда «Тигр» снова отправился на войну, в Курскую область.

## Гибель
По данным российских телеграм-каналов, 2 февраля 2025 года автомобиль с Ефремовым наехал на мину. Ефремов погиб (по словам губернатора Приморского края Олега Кожемяко, «погиб, возвращаясь с боевого задания»), вместе с Ефремовым погиб его заместитель, полковник Александр Иваровский. Стал первым российским чиновником в ранге вице-губернатора, погибшим на войне. Похоронен во Владивостоке на Морском кладбище.

## Личная жизнь
Был женат, осталось четверо детей.

## Награды
- Герой Российской Федерации (10 февраля 2025, посмертно)[8];
- Герой ДНР (2023)[9];
- Герой Приморья (12 ноября 2023)[10][9];
- два ордена Мужества[11];
- Георгиевский крест IV степени (ДНР)[12];
- медаль «За отвагу» (ДНР)[13];
- медаль Приморского края «Участнику специальной военной операции. Отряд Тигр» (27 ноября 2022)[14][15];
- орден «За заслуги» II степени (27 декабря 2022, ДОСААФ)[16].

## Память
- Бюст Сергею Ефремову установят на территории Уссурийского суворовского военного училища[17].
- Именем Сергея Ефремова назовут добровольческий отряд «Тигр», которым он командовал[18].